# Rommelaar
Rommelaar is een natuurgebied in de Belgische gemeente Aarschot. Het gebied is 10 hectare groot en wordt beheerd door het Agentschap voor Natuur en Bos.

## Beschrijving
Het natuurgebied Rommelaar is gelegen in de vallei van de Demer. Het is een erg nat gebied vooral bestaande uit beemden. Het beheer van het gebied gebeurt door begrazing met runderen, paarden en schapen.

## Fauna
In de Rommelaar komt de levendbarende hagedis voor.

## Flora
De planten die voorkomen in de Rommelaar zijn onder andere zandblauwtje, vogelpootje en eekhoorngras.